# إرنستينا دي شامبورثين
إرنستينا دي شامبورثين (بالإنجليزية: Ernestina de Champourcín)‏‏ (10 يوليو 1904 في فيتوريا-غاستيز - 27 مارس 1999 في مدريد) شاعر، وكاتب من إسبانيا.